# Liste der Studentenverbindungen in Lemgo
Die Liste der Studentenverbindungen in Lemgo verzeichnet die aktiven, suspendierten, erloschenen und verlegten Studentenverbindungen in Lemgo, welche unterschiedlichen Korporationsverbänden angehören. Sie sind an der Technischen Hochschule Ostwestfalen-Lippe ansässig. Diese hat ihre historischen Ursprünge in der 1971 gegründeten „Fachhochschule Lippe“ und dem 1891 gegründeten Technikum.

## Aktive Verbindungen
Die Sortierung erfolgt nach Gründungsdatum.
| Name                   | Gründung | Farben                                              | Wappen | Zirkel | Verband      | Fechtfrage           | Mitglieder | Wahlspruch                                    | Anmerkungen                                                 |
| ---------------------- | -------- | --------------------------------------------------- | ------ | ------ | ------------ | -------------------- | ---------- | --------------------------------------------- | ----------------------------------------------------------- |
| Burschenschaft Cimbria | 1921     | \| \| \| \| \| \| \| \| \| \| schwarz-gold-hellblau |        |        | verbandsfrei | fakultativ schlagend | Männer     | Den Freund das Herz, dem Feind das Angesicht! | zuvor in der DB, davor in der DHB, die 1964 gegründet wurde |
|                        |          |                                                     |        |        |              |                      |            |                                               |                                                             |
|                        |          |                                                     |        |        |              |                      |            |                                               |                                                             |
|                        |          |                                                     |        |        |              |                      |            |                                               |                                                             |
|                        |          |                                                     |        |        |              |                      |            |                                               |                                                             |
|                        |          |                                                     |        |        |              |                      |            |                                               |                                                             |

f.f. = farbenführend, ansonsten farbentragend

## Verlegte, inaktive und erloschene Verbindungen
Die Sortierung erfolgt nach Gründungsdatum.
|  |
|  |
|  |
|  |
|  |

|  |
|  |
|  |
|  |
|  |

|  |
|  |
|  |

|  |
|  |
|  |
|  |
|  |

f.f. = farbenführend, ansonsten farbentragend